# ولادیمیر کولوکولتسف
ولادیمیر کولوکولتسف (Владимир Колокольцев؛ زادهٔ ۱۱ مهٔ ۱۹۶۱) یک سیاست‌مدار اهل روسیه است.